# Morainville-Jouveaux
Morainville-Jouveaux är en kommun i departementet Eure i regionen Normandie i norra Frankrike. Kommunen ligger i kantonen Cormeilles som tillhör arrondissementet Bernay. År 2022 hade Morainville-Jouveaux 372 invånare.

## Befolkningsutveckling
Antalet invånare i kommunen Morainville-Jouveaux
Referens:INSEE